# Glen Rock, New Jersey
Glen Rock är en kommun av typen borough i Bergen County i New Jersey. Vid 2020 års folkräkning hade Glen Rock 12 133 invånare.